# ドーファン (ロケット)
ドーファン（Dauphin）はフランスの単段式観測ロケット。
1967年から1979年にかけてフランス国立宇宙研究センターが6発打ち上げている。そのうち1発が失敗。
ストロンボリモータ1基から構成され、150kmに130 kgのペイロード能力を有した。 

## データ
- 全重量: 1,132 kg
- ペイロード: 130 kg
- 全長: 6.21 m
- 直径: 0.56 m
- 推力: 90.00 kN
- 高度: 150 km
- 初飛行: 1967-03-20
- 最終飛行: 1979-02-08